# Campeonato Mundial de Atletismo de 2013 - Lançamento de disco feminino
‎
O arremesso de disco feminino do Campeonato Mundial de Atletismo de 2013 ocorreu entre 10 e  11 de agosto no Estádio Lujniki, em Moscou.

## Recordes
Antes desta competição, os recordes mundiais e do campeonato nesta prova eram os seguintes:
| Tipo                  | Atleta           | Distância | Local          | Data                 | Ref |
| --------------------- | ---------------- | --------- | -------------- | -------------------- | --- |
|                       | Gabriele Reinsch | 76,80     | Neubrandenburg | 7 de julho de 1988   | ver |
| Recorde do campeonato | Martina Hellmann | 71,62     | Roma           | 31 de agosto de 1987 | ver |

## Medalhistas
| Ouro                  | Prata                      | Bronze                |
| Sandra Perković (CRO) | Mélina Robert-Michon (FRA) | Yarelys Barrios (CUB) |

## Cronograma
| Data         | Hora  | Evento        |
| ------------ | ----- | ------------- |
| 10 de agosto | 09:30 | Primeira fase |
| 11 de agosto | 20:15 | Final         |

## Resultados

### Primeira fase
Qualificação: Desempenho de qualificação 63,00 m (Q) ou pelo menos 12 melhores (q) avançam para a final.
| Classificação | Grupo | Atleta                         | Nacionalidade  | 1ª prova | 2ª prova | 3ª prova | Marca   | Nota |
| ------------- | ----- | ------------------------------ | -------------- | -------- | -------- | -------- | ------- | ---- |
| 1             | A     | Zinaida Sendriūtė              | Lituânia       | 64,16 m  |          |          | 64,16 m | Q    |
| 2             | A     | Yarelys Barrios                | Cuba           | 63,63 m  |          |          | 63,63 m | Q    |
| 3             | B     | Sandra Perković                | Croácia        | 63,62 m  |          |          | 63,62 m | Q    |
| 4             | B     | Tan Jian                       | China          | 62,57 m  | 63,21 m  |          | 63,21 m | Q    |
| 5             | A     | Mélina Robert-Michon           | França         | 63,16 m  |          |          | 63,16 m | Q    |
| 5             | B     | Nadine Müller                  | Alemanha       | 63,16 m  |          |          | 63,16 m | Q    |
| 7             | B     | Dani Samuels                   | Austrália      | 62,73 m  | 62,51 m  | 62,85 m  | 62,85 m | q    |
| 8             | B     | Żaneta Glanc                   | Polónia        | 61,30 m  | 61,62 m  | 59,21 m  | 61,62 m | q    |
| 9             | B     | Rocío Comba                    | Argentina      | 61,54 m  | 59,51 m  | x        | 61,54 m | q    |
| 10            | B     | Gia Lewis-Smallwood            | Estados Unidos | x        | 61,30 m  | 57,56 m  | 61,30 m | q    |
| 11            | B     | Yaime Pérez                    | Cuba           | 59,38 m  | 57,26 m  | 60,33 m  | 60,33 m | q    |
| 12            | A     | Denia Caballero                | Cuba           | 60,14 m  | 58,48 m  | x        | 60,14 m | q    |
| 13            | A     | Julia Fischer                  | Alemanha       | 56,77 m  | 60,09 m  | x        | 60,09 m |      |
| 14            | A     | Dragana Tomašević              | Sérvia         | 57,58 m  | 58,70 m  | 58,79 m  | 58,79 m |      |
| 15            | A     | Vera Ganeeva                   | Rússia         | 58,37 m  | 55,23 m  | x        | 58,37 m |      |
| 16            | B     | Ekaterina Strokova             | Rússia         | 57,85 m  | x        | 53,24 m  | 57,85 m |      |
| 17            | B     | Irina Rodrigues                | Portugal       | 57,64 m  | 55,47 m  | 54,09 m  | 57,64 m |      |
| 18            | A     | Karen Gallardo                 | Chile          | x        | 53,10 m  | 57,03 m  | 57,03 m |      |
| 19            | B     | Su Xinyue                      | China          | 54,14 m  | 54,76 m  | 56,87 m  | 56,87 m |      |
| 20            | A     | Svetlana Saykina               | Rússia         | 56,62 m  | x        | 54,05 m  | 56,62 m |      |
| 21            | A     | Liz Podominick                 | Estados Unidos | 56,41 m  | x        | x        | 56,41 m |      |
| 22            | B     | Nicoleta Grasu                 | Roménia        | x        | 55,47 m  | 56,31 m  | 56,31 m |      |
| 23            | B     | Natalya Fokina-Semenova        | Ucrânia        | x        | 55,79 m  | x        | 55,79 m |      |
| 24            | A     | Whitney Ashley                 | Estados Unidos | 44,60 m  | x        | x        | 44,60 m |      |
| 25 !          | A     | Gu Siyu                        | China          | x        | x        | x        | NM      |      |
| 25 !          | A     | Fernanda Raquel Borges Martins | Brasil         | x        | x        | x        | NM      |      |

### Final
A final foi iniciada as 20:15.
| Classificação     | Atleta               | Nacionalidade  | 1ª prova | 2ª prova | 3ª prova | 4ª prova | 5ª prova | 6ª prova | Marca   | Nota |
| ----------------- | -------------------- | -------------- | -------- | -------- | -------- | -------- | -------- | -------- | ------- | ---- |
| Medalha de ouro   | Sandra Perković      | Croácia        | 67,52 m  | 67,99 m  | x        | 67,80 m  | x        | x        | 67,99 m |      |
| Medalha de prata  | Mélina Robert-Michon | França         | 62,53 m  | 61,77 m  | 65,13 m  | 65,08 m  | x        | 66,28 m  | 66,28 m | RN   |
| Medalha de bronze | Yarelys Barrios      | Cuba           | 64,96 m  | 63,99 m  | x        | 62,77 m  | 61,28 m  | 63,33 m  | 64,96 m |      |
| 4                 | Nadine Müller        | Alemanha       | 64,12 m  | 64,67 m  | x        | x        | 61,92 m  | 63,22 m  | 64,67 m |      |
| 5                 | Gia Lewis-Smallwood  | Estados Unidos | 57,21 m  | 61,66 m  | 62,71 m  | 64,23 m  | x        | 61,10 m  | 64,23 m |      |
| 6                 | Tan Jian             | China          | x        | 63,16 m  | 61,69 m  | 63,34 m  | x        | 61,47 m  | 63,34 m |      |
| 7                 | Żaneta Glanc         | Polónia        | 59,80 m  | 62,90 m  | x        | 61,27 m  | x        | x        | 62,90 m | PS   |
| 8                 | Denia Caballero      | Cuba           | 62,80 m  | 59,80 m  | 60,16 m  | 61,43 m  | x        | 62,49 m  | 62,80 m |      |
| 9                 | Zinaida Sendriūtė    | Lituânia       | 61,87 m  | 62,54 m  | 61,44 m  |          |          |          | 62,54 m |      |
| 10                | Dani Samuels         | Austrália      | 59,17 m  | 62,42 m  | x        |          |          |          | 62,42 m |      |
| 11                | Yaime Pérez          | Cuba           | x        | 62,39 m  | 60,16 m  |          |          |          | 62,39 m |      |
| 12                | Rocío Comba          | Argentina      | 59,83 m  | x        | 58,32 m  |          |          |          | 59,83 m |      |

Legenda
| Recorde mundial       | Recorde mundial (World record)               |                       | Recorde africano                      | Recorde africano (African) |                                           | Q | Classificado por posição (Qualified) |
| Recorde do campeonato | Recorde do campeonato (Championship record)  | Recorde da América    | Recorde da América (Americas)         | q                          | Classificado por melhor tempo (Qualified) |   |                                      |
| Melhor marca do ano   | Melhor marca do ano (World leading)          | Recorde asiático      | Recorde asiático (Asian)              | DNS                        | Não largou (Did not start)                |   |                                      |
| Recorde nacional      | Recorde nacional (National record)           | Recorde europeu       | Recorde europeu (European)            | DNF                        | Não terminou (Did not finish)             |   |                                      |
| Recorde pessoal       | Recorde pessoal do atleta (Personal best)    | Recorde da Oceania    | Recorde da Oceania (Oceania)          | DSQ / DQ                   | Desclassificado (Disqualified)            |   |                                      |
| Recorde da temporada  | Recorde da temporada do atleta (Season best) | Recorde sul-americano | Recorde sul-americano (South America) | NM                         | Sem marca (No mark)                       |   |                                      |